# Kamen Rider Den-O
Kamen Rider Den-O (jap. 仮面ライダー電王 Kamen Raidā Den'ō) – japoński serial tokusatsu, siedemnasta odsłona cyklu Kamen Rider. Serial powstał przy współpracy Toei Company i Ishinomori Productions. Emitowany był na kanale TV Asahi od 28 stycznia 2007 do 20 stycznia 2008. Liczył 49 odcinków.
Serial ten zyskał ogromną popularność wśród widowni, głównie z powodu humorystycznej wymowy. Do dziś powstaje wiele kontynuacji Den-O w postaci filmów. Sloganem serii jest tekst pojawiający się na początku czołówki każdego odcinka: „Oto pociąg czasu – Denliner! Jaka będzie następna stacja? Przeszłość? Czy przyszłość?” (時の列車デンライナー!過ぎの駅は過去か?未来か? Toki no ressha Denrainā! Sugi no eki wa kako ka? Mirai ka?).

## Fabuła
Ryōtarō Nogami to pechowy młodzieniec, który pewnego dnia znalazł tajemnicze urządzenie przypominające skaner biletowy. Sprawy stały się coraz bardziej dziwne z powodu tajemniczej dziewczyny Hany i Denlinera – pociągu, który podróżuje w czasie. Wtedy z alternatywnej przyszłości zaczęły przybywać demony zwane Imaginami. Ryōtarō mimo sceptycznego podejścia, postanawia dołączyć do załogi pociągu i podróżując w czasie walczyć przeciw Imaginom jako Kamen Rider Den-O. Pomagają mu w tym 4 dobre Imaginy – brutalny i w gorącej wodzie kąpany Momotaros, bawidamek i manipulator Urataros, potężny narkoleptyk Kintaros oraz infantylny i naiwny Ryutaros.

## Kamen Riderzy
- Ryōtarō Nogami (jap. 野上 良太郎 Nogami Ryōtarō) / Kamen Rider Den-O (jap. 仮面ライダー電王 Kamen Raidā Den'ō)
- Yūto Sakurai (jap. 桜井 侑斗 Sakurai Yūto) / Kamen Rider Zeronos (jap. 仮面ライダーゼロノス Kamen Raidā Zeronosu)

## Postaci pozytywne
- Hana (jap. ハナ)
- Właściciel (jap. オーナー Ōnā; Owner)
- Naomi (jap. ナオミ)
- Airi Nogami (jap. 野上 愛理 Nogami Airi)
- Issei Miura i Seigi Ozaki (jap. 三浦 イッセーと尾崎 正義 Miura Issē to Ozaki Seigi)
- Człowiek Przeszłości (jap. 過去の男 Kako no Otoko)

## Imaginy

### Dobre Imaginy
- Momotaros (jap. モモタロス Momotarosu) – pierwszy Imagin, który współdziała z Ryōtarō dając mu moc przemiany w Formę Miecza. Osobnik w gorącej wodzie kąpany, nie myślący przed zrobieniem czegoś, skłonny do przemocy a zarazem bardzo przewrażliwiony i nerwowy. Z drugiej strony Momotaros jest osobą bardzo nieśmiałą i strachliwą, boi się psów, ponadto nie potrafi pływać. Jego postać nawiązuje do legendy o Momotarō, a z wyglądu przypomina czerwonego diabła oni, czego osobiście nie jest w stanie znieść. Powodem otrzymania przez tego Imagina takiego wyglądu była wyobraźnia Ryōtarō. Ponadto on był głównym wrogiem Momotarō. Uzbrojony jest w miecz. Gdy przybył do 2007 roku zapomniał o swojej misji walki z ludźmi i zaczął się przejmować tylko swoimi aspiracjami. Z początku pogardliwie traktował Ryōtarō, jednak zdecydował się dołączyć do niego po odkryciu, że jest on tzw. Jednostką Wybitną. Z czasem jednak Momotaros staje się przyjacielski w stosunku do całej załogi Denlinera, a także innych Imaginów pomagających Nogamiemu. Kiedy opętuje Ryōtarō zwykle wypowiada kwestię „No to przybyłem!” (jap. 俺、参上！ Ore, sanjō!), a żeby okazać swoją zaciekłość mówi: „Od początku do końca jestem zdesperowany na maksa!” (jap. 俺は最初から（最後まで）クライマックスだぜ！ Ore wa saisho kara (saigo made) kuraimakkusu da ze!).
- Urataros (jap. ウラタロス Uratarosu) – drugi Imagin, który współdziała z Ryōtarō. Daje mu moc przemiany w Formę Kija. Osobnik spokojny i przyjaźnie nastawiony do ludzi i życia, od początku wiedział o tym, że Ryōtarō jest jednostką wybitną. Zachowaniem i stylem życia przypomina Giacomo Casanovę – Urataros to genialny uwodziciel, bawidamek a zarazem genialny kłamca, który potrafi sprawić wrażenie osoby, której można bezgranicznie zaufać. To prowadzi do wielu kłopotów Ryoutarou, który zwykle zostaje opętany przez Uratarosa w nocy nie dając mu zasnąć. Z racji swojego charakteru, Urataros jest najbardziej spokojnym i najinteligentniejszym z Taros. Jego postać nawiązuje do legendy o Tarō Urashimie, z wyglądu Urataros przypomina niebieskiego żółwia. Uzbrojony jest w kij z dwoma ostrzami. Kiedy opętany przez Momotarosa Ryōtarō nie mógł wydostać się z wody, Urataros zdecydował się wyrzucić Momotarosa i zjednoczyć się z Ryoutarou. To spowodowało rywalizację tych dwóch Imaginów. Kiedy opętuje Ryōtarō zwykle mówi do przeciwnika: „Czy mogę ciebie złowić?” (jap. お前、僕に釣られてみる? Omae, boku ni tsuraretemiru?).
- Kintaros (jap. キンタロス Kintarosu) – trzeci i najsilniejszy fizycznie Imagin będący partnerem Ryōtarō. Daje mu moc przemiany w Formę Topora. Posiada osobowość i charakter sumity, używa siły do rozstrzygania sporów. Niestety czasem nie potrafi zapanować nad swoją siłą co prowadzi go do problemów. Ma przyzwyczajenie do „strzelania” kręgami w szyi oraz często śpi. Mówi z akcentem z regionu Kansai. Jego postać nawiązuje do legendy o Złotym Chłopcu, z wyglądu przypomina żółtego zapaśnika skrzyżowanego z niedźwiedziem. Jest uzbrojony w topór. Przed rozpoczęciem współpracy z Ryōtarō, Kintaros opętał byłego karatekę – Masaru Honjō, któremu pomógł wyrównać porachunki z jego dawnym przeciwnikiem, który został również opętany przez Imagina. Kintaros chciał jedynie ochronić Honjō i nie doprowadzić do zakrzywienia czasoprzestrzeni. Omal nie przypłacił tego swoim życiem, jednak Ryoutarou postanowił się z nim połączyć i pokonać złego ducha. Po małej sprzeczce, Kintaros dołączył do załogi Denlinera. Jego sztandarową kwestią jest: „Będziesz płakał z powodu mojej siły. Zetrzyj łzy tym.” (jap. 俺の強さに、お前が泣いた。涙はこれで拭いとけ。 Ore no tsuyosa ni, omae ga naita. Namida wa kore de fuitoke.), po czym podaje przeciwnikowi chusteczkę.
- Ryūtaros (jap. リュウタロス Ryūtarosu) – czwarty Imagin, który dołączył do Ryōtarō. Daje mu moc zmiany w Formę Działa. Najmłodszy i najbardziej dziecinny z Taros, wesoła osobistość kochająca zwierzęta, hip-hop, breakdance i rysowanie. Jego wadami są głupota, łatwowierność, nieprzewidywalność i skłonność do niekontrolowania swych poczynań, co czyni go najniebezpieczniejszym z czwórki. Do walki Ryūtaros stosuje swój talent taneczny i nierozważne strzelanie. Jego postać nawiązuje do japońskich legend o smokach (głównie o Smoczym Dziecku Tarou), sam zresztą przypomina smoka japońskiego w kolorze fioletowym. Ma zwyczaj noszenia słuchawek. Jest uzbrojony w strzelbę. Ryūtaros początkowo stanowił zagrożenie; został wrobiony przez Kaia, który obiecał mu przejęcie Denlinera w zamian za zniszczenie Den-O. Ryūtaros postanowił opętać Ryōtarō nie dając możliwości opętania go przez jego wspólników. Został odkryty przez Miurę, który zahipnotyzował Ryōtarō po to, by pozostali Taros wyzwolili go spod jego kontroli. Wyjawił swój cel po spróbowaniu kawy od Naomi. Zmienił swoje postępowanie i dołączył do załogi. Ryūtaros zakochał się w Airi i jest o nią zazdrosny, gdy dowiaduje się o jej relacjach z Yūto. Postanowił walczyć z nim, jednak został powstrzymany przez Ryōtarō, który zakazał Ryūtarosowi działania na własną rękę. Przed walką zwykle zadaje przeciwnikowi pytanie, po czym dodaje „Nie słyszę cię.” (jap. 答えは聞いてない。 Kotae wa kiitenai).
- Deneb (jap. デネブ Denebu) – wspólnik, sługa i jedyny Imagin Yūto Sakuraia, daje mu moc przemiany w Formę Wegi, a także może przekształcić się w działko Denebick Buster. Deneb był początkowo podwładnym Kaia, jednak zdradził go i przyłączył się do starszej wersji Sakuraia, który miał już moce Zeronosa. Sakurai zdecydował żeby Deneb dołączył do jego młodszej wersji i od tamtej pory stał się jego partnerem. Mimo iż ten go nie szanuje, Imagin sądzi, że w głębi duszy młody Yūto jest naprawdę dobrym człowiekiem i dlatego zostaje przy nim. Deneb z wyglądu przypomina i nawiązuje do Tengu, a jego imię pochodzi od legendy o Tanabacie, w której gwiazda Deneb jest mostem między zakochanymi Altair i Wegą, co zresztą odzwierciedla się w formach Zeronosa. Nosi na sobie zielono-czarną szatę. Charakterem Deneb jest przeciwieństwem Yūto. Mimo szlachetnych intencji jego pomysły zwykle doprowadzają jego partnera do nieprzyjemnych sytuacji. Kiedy Deneb opętuje Yūto stara się go ukazać jako osobę miłą i szczerą (z czym w duchu jego partner się nie zgadza). W geście przyjaźni daje napotkanym osobom własnej produkcji cukierki zwane Deneb Candy. Z racji tego, że w normalnej rzeczywistości ma swą cielesną postać, zwykle robi sobie kiepski kamuflaż np. na głowę zakłada skórę arbuza albo przebiera się w strój tygrysa. Deneb potrafi wystrzeliwać pociski ze swych palców. Jego sztandarową kwestią jest „Żeby nie było, powiem ci wprost” (最初に言っておく... Saisho ni itte oku), po czym mówi coś boleśnie szczerego np. że jego twarz na zbroi jest tylko dla ozdoby.
- Sieg (jap. ジーグ Jīgu) – nieoficjalnie piąty Imagin Ryōtarō, który daje mu moc przemiany w Formę Skrzydła. Sieg nie należy do Taros i załogi Denlinera, ponadto pojawia się niezwykle rzadko. Sieg osobowością przypomina stereotypowego księcia o dobrych manierach, ale przy tym egoistycznego, traktującego innych jak swoich poddanych i nietolerującego sprzeciwu, za co innych karze zmniejszeniem do malutkich rozmiarów. Wyglądem przypomina humanoidalnego, białego łabędzia – wraz ze swoim charakterem jest nawiązaniem do Księcia Zygfryda z baletu Jezioro łabędzie. Momotaros nazywa go „Ptasim Móżdżkiem” lub „Pieczonym Skrzydełkiem”. Sieg pierwszy raz pojawił się w 23 odcinku, kiedy to podróżował Denlinerem aby odnaleźć swojego „brata”. Prawda jest taka, że w 1997 roku Sieg zawarł kontrakt z dziedziczką bogatego rodu Takayama – Shiori, która chciała bezpieczeństwa dla swojego dziecka, które w przyszłości miała urodzić. Kiedy w 2006 zaszła w ciążę, Sieg po wejściu do jej ciała opętał jej nienarodzonego syna – Yūsukego i w 2007 urodził się wraz z nim. Mimo to okazało się, że Yūsuke, z racji tego, że był noworodkiem, nie pamiętał Siega, co powodowało do powolnego rozpadu ciała Imagina. Kiedy przemienił się wraz z Ryōtarō w Den-O i pomógł mu pokonać potwora, zdecydowano, że Sieg zostanie odwieziony do 1997 aby żył w spokoju. Sieg pomaga Ryōtarō także w filmie, oraz w finale. W filmie Statek Onigashima Sieg łączy się z Den-O w Formie Climax i tworzy skrzydła i prawdziwą ostateczną formę Ridera – Super Climax. Sztandarowymi tekstami Siega są „Uklęknij przede mną” (頭が高い! Zu ga takai!) przed zmniejszeniem kogoś oraz przed walką „Odrodziłem się ponad całym czasem.” (降臨、満を持して。 Kōrin, man o jishite.).

## Obsada
- Ryōtarō Nogami/Kamen Rider Den-O: Takeru Satō
- Hana: Yuriko Shiratori
  - Hana-dziecko: Tamaki Matsumoto
- Właściciel, Zawiadowca: Kenjirō Ishimaru
- Naomi: Rina Akiyama (także Mana Kazaya w Kamen Rider Agito)
- Airi Nogami: Wakana Matsumoto
- Yūto Sakurai/Kamen Rider Zeronos: Yūichi Nakamura
  - Sakurai z przeszłości: Tomonobu Okano
- Issei Miura: Ryō Ueno
- Seigi Ozaki: Akira Nagata
- Momotaros: Toshihiko Seki (głos)
- Urataros: Kōji Yusa (głos)
- Kintaros: Masaki Terasoma (głos)
- Ryutaros: Ken’ichi Suzumura (głos)
- Deneb: Hōchū Ōtsuka (głos)
- Sieg: Shin’ichirō Miki (głos)
- Kai: Hideo Ishiguro

### Aktorzy kostiumowi
- Kamen Rider Den-O, Momotaros: Seiji Takaiwa
- Urataros: Eitoku
- Kintaros: Jirō Okamoto
- Ryutaros: Tomohiro Ogura
- Kamen Rider Zeronos: Makoto Itō
- Deneb: Yoshifumi Oshikawa
- Sieg: Naoki Nagase